# Вайнсгайм (Бад-Кройцнах)
Вайнсгайм (нім. Weinsheim) — громада в Німеччині, розташована в землі Рейнланд-Пфальц. Входить до складу району Бад-Кройцнах. Складова частина об'єднання громад Рюдесгайм.
Площа — 9,28 км2. Населення становить 1798 ос. (станом на 31 грудня 2020).

## Галерея

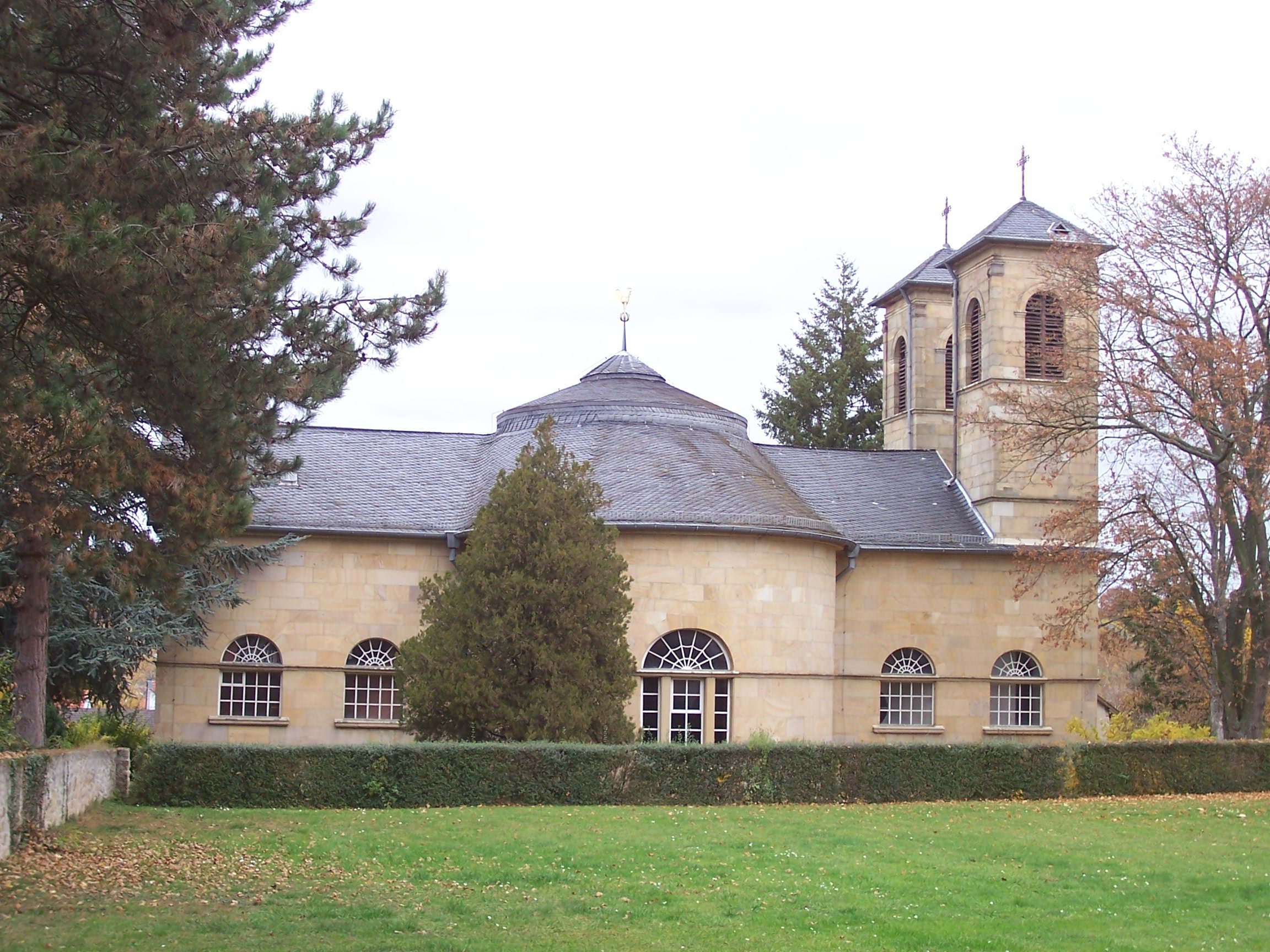